# Phyllophaga clemens
Phyllophaga clemens är en skalbaggsart som beskrevs av Horn 1887. Phyllophaga clemens ingår i släktet Phyllophaga och familjen Melolonthidae. Inga underarter finns listade i Catalogue of Life.